# 片山勝茂
片山 勝茂（かたやま かつしげ、1974年 - ）は、日本の教育学者、教育哲学者。専攻は教育学、教育哲学。

## 略歴
1974年兵庫県生まれ。1997年京都大学教育学部卒業。同大学院教育学研究科修士課程修了。山崎高哉に師事。その後、同博士課程を経て渡英し、ロンドン大学教育学研究所に学ぶ。帰国後、日本学術振興会特別研究員、立正大学非常勤講師、仁愛女子短期大学幼児教育学科准教授を経て、2010年より東京大学大学院教育学研究科准教授。

## 思想
プラトンの認識論研究からキャリアをスタートさせる。現在は、教育の公共性論を、英米系の教育改革の動向に着目しつつ研究している。

## 主要な著書
- 『現代の学校経営を考える』（共著）、北樹出版、2002年
- 『道徳教育の可能性―その理論と実践―』（共著）、ナカニシヤ出版、2005年
- 『教育哲学の再構築』（共著）、学文社、2006年
- 『基礎教育学』（共著）、放送大学教育振興会、2007年
- 『現代日本の教育を考える』（共著）、北樹出版、2007年